# Peperomia oerstedii
Peperomia oerstedii är en pepparväxtart som beskrevs av C. Dc.. Peperomia oerstedii ingår i släktet peperomior, och familjen pepparväxter. Inga underarter finns listade i Catalogue of Life.